# St. Hubertus (Schiefbahn)

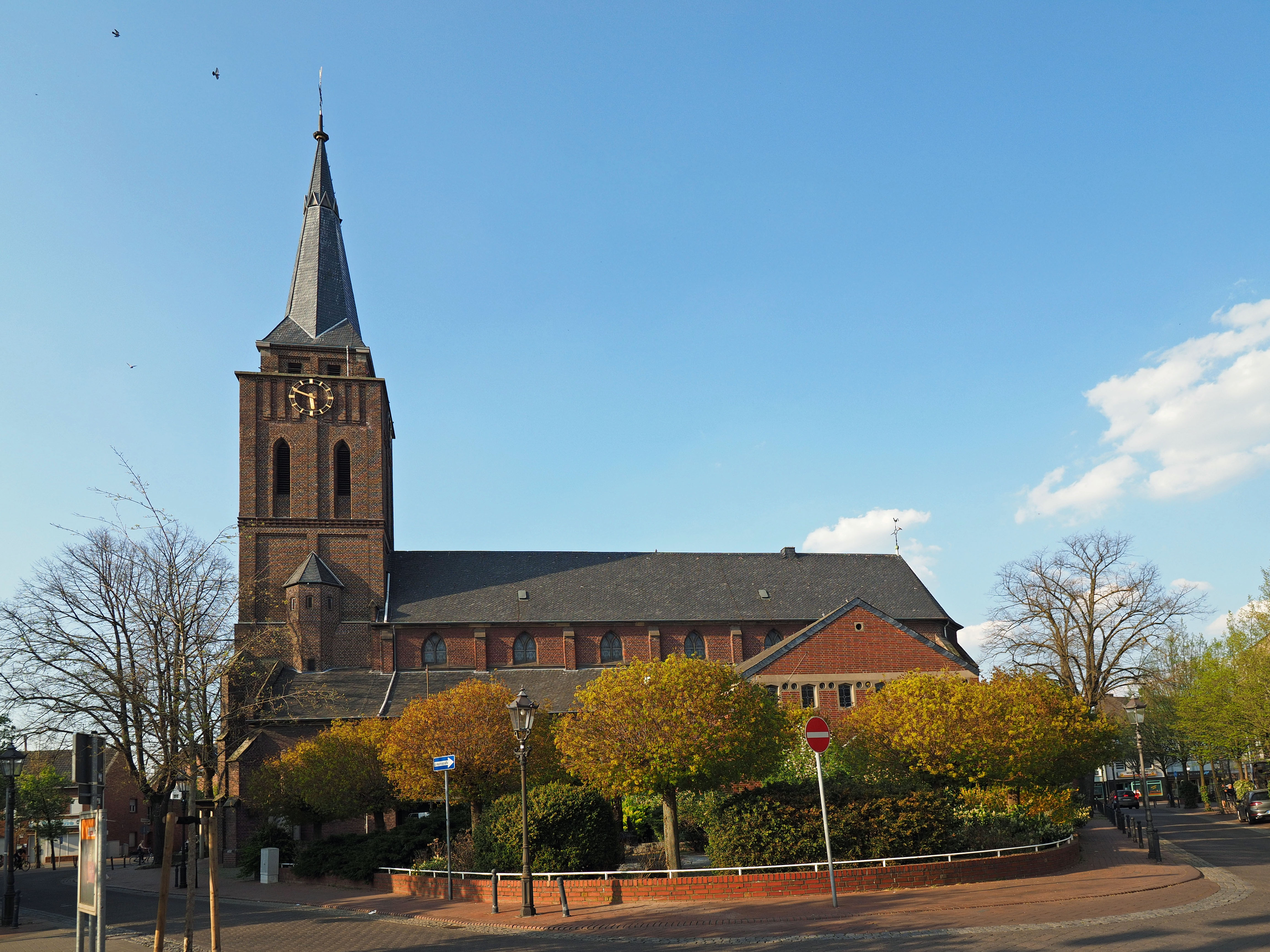
St. Hubertus in Schiefbahn

St. Hubertus ist eine römisch-katholische Pfarrkirche in Schiefbahn, einem Stadtteil von Willich im Kreis Viersen in Nordrhein-Westfalen.
Die Kirche ist unter Nummer 18 in die Liste der Baudenkmäler in Willich eingetragen, steht unter dem Patronat des hl. Hubertus von Lüttich und wurde zwischen 1853 und 1855 nach Plänen von Vincenz Statz errichtet.
Zur Pfarre zählen neben Schiefbahn auch der Bresserhof, Büttgerwald, Im Fonger, Hövesfeld, Knickelsdorf, Niederheide und Unterbruch.

## Geschichte
Im 15. Jahrhundert bestand in Schiefbahn bereits eine Kapelle, die zur Pfarre Anrath gehörte. Im Laufe der Zeit erlangte Schiefbahn mehr und mehr kirchliche Unabhängigkeit von Anrath. So genehmigte der Kölner Erzbischof Adolf III. von Schaumburg im Jahr 1548 das Recht auf Spendung der Sakramente und des Begräbnisses in Schiefbahn, damit die Bevölkerung nicht mehr den Weg nach Anrath auf sich nehmen musste. Jedoch trat diese Regelung erst 1554 mit der Zustimmung des Zehntherren, dem Abt der Abtei Gladbach, Peter von Bocholtz, in Kraft. Lediglich das Recht auf Spendung des Sakramentes der Ehe fehlte zu dieser Zeit noch, dieses darf seit 1655 in Schiefbahn gespendet werden. Seitdem besitzt Schiefbahn alle Rechte einer Pfarrei.
Über die Baugeschichte der im 15. Jahrhundert bestehenden Kapelle, seit dem 16. Jahrhundert Pfarrkirche, ist nur wenig überliefert. 1598 wurde die Kirche im Stil der Spätgotik zu einem zweischiffigen Bau erweitert. Dennoch wurde diese Kirche Mitte des 19. Jahrhunderts zu klein, sodass Kirchenvorstand und Gemeinderat für einen Abriss und Neubau stimmten.

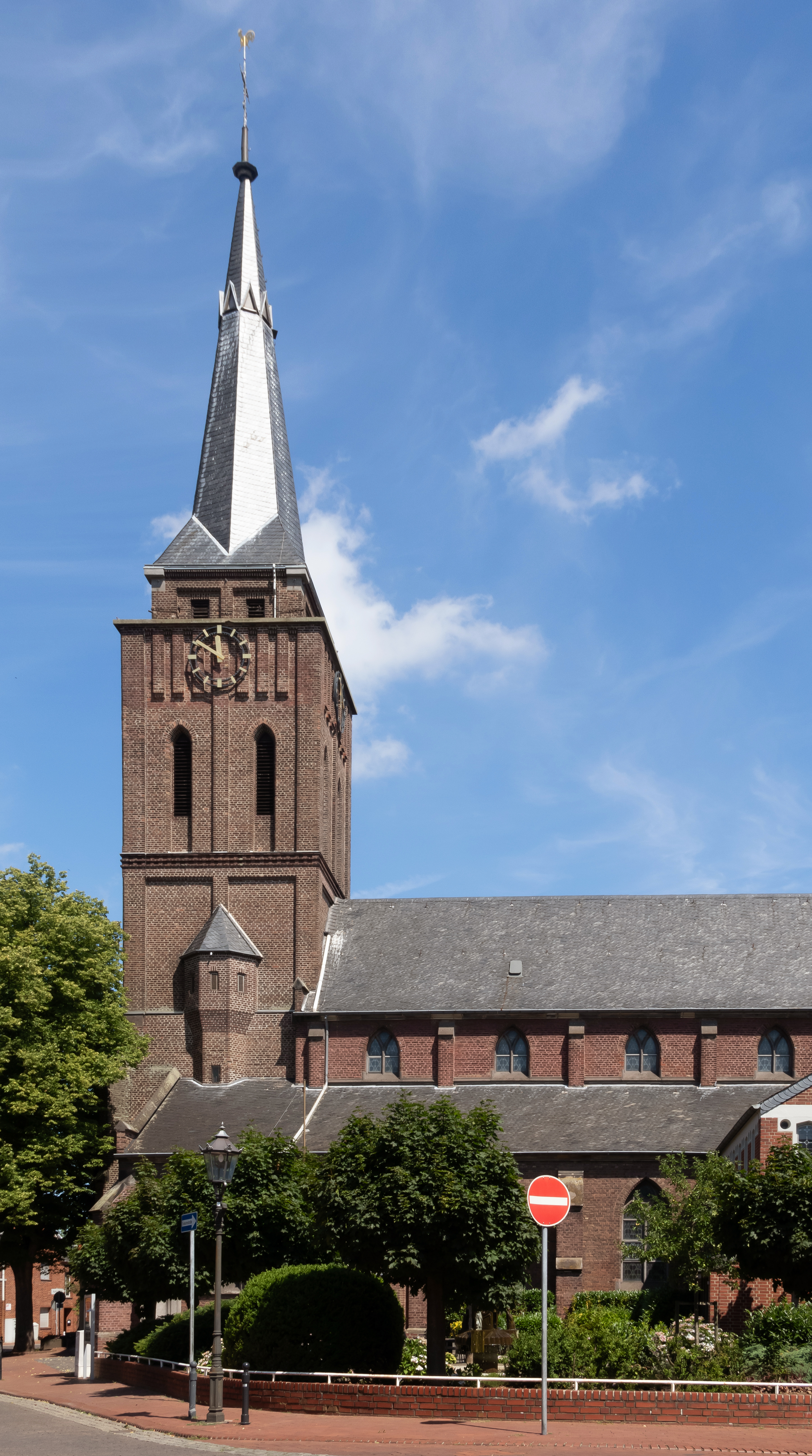
Expressionistischer Glockenturm

So beauftragte man den Kölner Architekten Vincenz Statz mit der Planung der neuen Pfarrkirche. 1853 erfolgte zunächst der Abriss des Vorgängerbaus, die Grundsteinlegung zur heutigen Kirche erfolgte am 22. November 1853. Nach zweijähriger Bauzeit war das neue Gotteshaus fertiggestellt und konnte am 4. November 1855 mit der Feier der ersten Heiligen Messe in Benutzung genommen werden. Die feierliche Kirchweihe erfolgte erst 5 Jahre später am 23. Juni 1860.
Im Jahr 1929 wurde der Glockenturm, insbesondere die Obergeschosse und die Turmhaube, im Stil des Backsteinexpressionismus zu seiner heutigen charakteristischen Form umgebaut. 1964 erfolgte eine Erweiterung der Pfarrkirche um ein nach Süden ausgerichtetes Querschiff nach Plänen des Rheydter Architekten Alfons Leitl. Bei der letzten Restaurierung 1989/91 wurde die ursprüngliche Ausmalung von 1856 wiederhergestellt.

## Baubeschreibung
St. Hubert ist eine dreischiffige und fünfjochige Basilika aus Backstein im Stil der Neugotik mit einem fünfseitig geschlossenen Chor im Osten und einem viergeschossigen, expressionistisch umgebauten Glockenturm im Westen.

## Ausstattung
Der spätgotische Taufstein wurde aus der Vorgängerkirche übernommen und stammt aus dem Jahr 1548. Der Zelebrationsaltar wurde 1964 nach Entwürfen von Alfons Leitl angefertigt, die Orgel aus dem Jahr 1979 ist ein Werk von Orgelbau Fleiter, Münster. Das Instrument hat 20 Register und eine elektrische Traktur.

## Pfarrer
Folgende Priester wirkten bislang als Pastor an St. Hubert
- 1916–1940: Josef Küpper
- 1941–1957: Bernhard Nicolini
- 1958–1984: Bernhard Brück
- 1984–1994: Georg Stefes
- 1994–2007: Otto Kaempffer
- 2007–2009: Karl-Josef Pütz
- Seit 2009: Jürgen Lenzen